# ストロベビー
ストロベビーは、日本のお笑いコンビ。吉本興業所属。
2025年6月に生いっちょうが吉本興業を退社したが、コンビとしては吉本興業所属として継続している。

## メンバー
- ディエゴ（1978年5月23日 - ）

沖縄県国頭郡宜野座村出身。身長：166 cm。血液型：A型。
本名、安富一成（やすとみ いっせい）。
2019年6月24日、闇営業などに関して、所属する吉本興業により謹慎処分となった。2019年8月9日、謹慎処分が8月19日をもって解除されることが報告された。
- 生いっちょう（なまいっちょう、1981年5月30日 - ）

宮崎県延岡市出身。身長：180 cm。血液型：A型。
本名、市川剛。
高校から大学までラグビーをやっていた。高校時代（延岡高校）は花園に出られなかったもののオール宮崎に選出。
大学時代（茨城大学）は一年生から四年生まで、公式試合全試合に先発出場している。
ポジションは5番ロック。（高校、大学合わせて7年ラグビーをやっていたが、ポジションはロック以外出来ない。）
大学2年次から、FWながらキッカーも担当。
2025年6月30日、ストロベビーのチャリロトYouTubeチャンネル『ベビロト』の終了と同時に吉本興業を退社。以降は個人チャンネルでミッドナイト競輪予想配信を実施している。

## ネタ
ディエゴによる元サッカー選手のディエゴ・マラドーナの形態模写がよく知られる。『とんねるずのみなさんのおかげでした』の『博士と助手〜細かすぎて伝わらないモノマネ選手権〜』第16回大会ではワールドカップ南アフリカ大会におけるアルゼンチン監督当時のモノマネが披露された。これ以降、ディエゴはサッカー関連番組などにゲスト出演することが多くなった。なおディエゴはネタを披露する際は基本的にしゃべることはない（デタラメなスペイン語を使う場合もある）。

## 競輪
2人とも「芸人で一番競輪が好き」と自負するほど、競輪好き。静岡競輪場公式ニコ生のMCを番組開始時から行っていた。その番組のレギュラーである競輪予想漫談師　店長（座長）に競輪のイロハを学ぶ。よって、2人とも「的中率より回収率」がモットーの穴党。
生いっちょうは、YouTubeに【競輪芸人チャンネル】を開設。競輪の開催2日目以降に行われる勝ち上げれなかった選手のレース「負け戦」に注目し、その負け戦から穴を見つけ出す【負け戦ソムリエ】として活躍している。
2020年9月～2025年6月30日、YouTubeにおいて、「ストロベビーのチャリロトYouTubeチャンネル『ベビロト』」を開始。主に毎週金～火曜に行われるミッドナイト競輪を生予想・配信していた。

## 出演
- 競輪LIVE!チャリロトよしもと（BSよしもと 2022年3月23日 - ）水曜レギュラー※2023年3月まではコンビで出演していたが、ディエゴのみ卒業で2023年4月から生いっちょうのみ金曜レギュラーである。